# Human (album av Brandy Norwood)
Human är det femte studioalbumet av den amerikanska artisten Brandy. Skivan blev Brandys debut hos skivbolaget Epic Records efter att hon lämnat Atlantic Records år 2005. Albumet gavs ut den 5 december 2008 i Frankrike och under första kvartalet 2009 i de flesta andra länder. Brandy återförenades med långtidspartnern Rodney "Darkchild" Jerkins som inte varit närvarande på föregångaren Afrodisiac (2004). Hon arbetade även med RedOne, Bruno Mars, Chase N. Cashe, D'Mile, Toby Gad och Hit-Boy. Efter att ha varit inblandad i en bilolycka där en tvåbarnsmamma omkom ville artisten skapa ett mer känslosamt och personligt musikalbum. Human blev en stiländring för Brandy som till stor del lämnade R&B-genren och istället fokuserade på pop och country.
Human blev en kommersiell flopp - veckan efter utgivningen hade skivan sålts i 73 000 exemplar och debuterat på plats 15 på Billboard 200. Det blev artistens lägsta toppnotering på albumlistan sedan debuten Brandy femton år tidigare. Med en total försäljning på cirka 190 000 exemplar misslyckades den att matcha föregående albumhits och blev också Brandys sämst säljande album hittills i karriären. Musikkritikers reaktioner på skivan var blandade. Några ansåg att innehållet var "rikt och varierat" medan andra tyckte att den var Brandys "minst njutbara album".
Huvudsingeln, "Right Here (Departed)", hade små till måttliga framgångar på singellistorna. Den nådde som högst plats 34 på amerikanska singellistan Billboard Hot 100 och topp trettio i flera europeiska länder. "Long Distance" gavs ut som skivans andra och sista singel i oktober 2008. Brandy, som var besviken på skivans kommersiella prestation, uttryckte sitt missnöje med Human efter utgivningen och sade upp sitt marknadsföringskontrakt med Jay-Zs Roc Nation. 2009 avslutade Epic Records deras samarbete med sångaren då de inte såg någon fördel i att ha henne signerad hos skivbolaget.

## Bakgrund

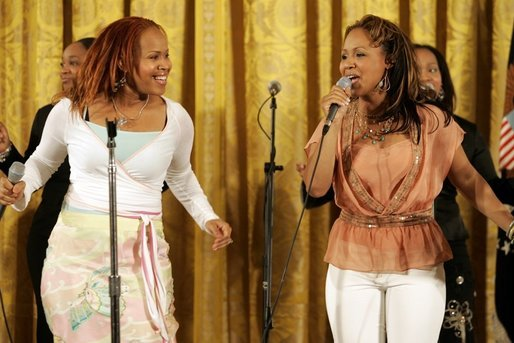
Gospel- och R&B-duon Mary Mary jobbade med Brandy i ett tidigt stadium av projektet.

Efter utgivningen av Brandys fjärde studioalbum, kritikerrosade och guldbelönade Afrodisiac (2004), påbörjade hon arbete på en uppföljare. Hon spelade in flera låtar samtidigt som hon lämnade sitt skivbolag Atlantic Records och gav ut sitt första samlingsalbum The Best of Brandy (2005). År 2005 rapporterades att Brandy var i de färdigställande stadierna av ett femte studioalbum och redo att skriva på för ett nytt skivbolag. Hon hade arbetat med musikkompositörer och låtskrivare som Babyface, Timbaland, Kanye West, Rich Harrison, R&B-duon Mary Mary, Warryn Cambell och det skandinaviska produktionsteamet Maximum Risk. Vid en tidpunkt var Atlanta-stationerade Bryan Michael Cox chefsproducent för projektet.
Arbetet på skivan fick ett abrupt slut när Brandy blev en av de inblandade i en bilolycka utmed Interstate 405 i Los Angeles, Kalifornien den 30 december 2006. Enligt rapporter bromsade sångaren in för sent när trafiken saktade in framför, varpå Brandys SUV kolliderade med framförvarande fordon. En seriekrock uppstod och en tvåbarnsmamma omkom. Tiden efter beskylldes Brandy för olyckan och riskerade fängelse. Efter en utredning klargjordes att det inte fanns tillräckligt bevis för att åtala artisten. Trots detta stämdes Brandy av föräldrarna och maken till den döda kvinnan. År 2007 hade sångaren en djup depression. Hon beskrev tiden som sin "mörkaste" och "svåraste" någonsin. Under en period på tre månader barrikaderade hon sig från omvärlden och lämnade inte sitt hus. Med hjälp av musik, familj och dottern, Sy’rai, lyckades Brandy komma på fötter. I en intervju sade hon: "Min dotter Sy’rai inspirerade mig. Hon hjälpte mig att ta mig igenom det. Jag vore inte här utan henne."

## Inspelning
"Human är mitt personligaste album hittills. Jag har vuxit sedan mitt senaste album. Att genom musiken få möjligheten att uttrycka mig och min resa är en känsla som inte går att beskriva. I det här nya kapitlet i mitt liv känns det skönt att ha Rodney, ett bekant ansikte, vid min sida. Det är bara han som kan få fram känslor ur mig på samma vis." 
Under första kvartalet av år 2008 började Brandy arbeta igen. Hon valde att inte ge ut albumet hon skapat innan olyckan och depressionen utan började om och återförenades med samarbetspartnern Rodney "Darkchild" Jerkins. Han hade varit frånvarande på föregångaren Afrodisiac då Brandy ville prova något "nytt" och istället beslutat att anställa Timbaland som chefsproducent. Jerkins kom att producera större delen av skivans innehåll vilket resulterade i att han blev chefsproducent tillsammans med Brandy. Jerkins ersatte då Brian Kennedy som vid en tidpunkt var chefsproducent. Hans spår, med undantag för "Fall" och "Locket (Locked in Love)", inkluderades inte på skivan och förblev outgivna. Om sitt beslut att åter jobba med Rodney sa Brandy: "När Rodney producerade den första singeln, ville jag, såklart, fortsätta där tack vare vår historia tillsammans och all musik vi har gjort förut. Det kändes som det rätta att göra. Det kändes som hemma för mig då vi arbetar så bra och har fantastisk kemi." Hon fortsatte: "Så jag ville se vart den kemin skulle ta oss denna gång."
Efter bilolyckan hade Brandy fått en djupare "spirituell" sida av sig själv och ville istället sjunga om sina nya erfarenheter. Resultatet blev Brandys mest känslosamma album i karriären som mestadels fokuserade på förlåtande och hjärtesorg. Ett nytt sound skapades som bestod av pop och country. I en intervju sa sångerskan: "De senaste åren har jag försökt att komma på fötter. Jag känner mig lyckligt lottad över att ha hittat tillbaka till mitt syfte här i livet, vilket är att göra musik. Det jag vill uppnå är att åter få koppla samman med mina fans. Jag vill inte bara sjunga mina låtar utan även deras." I maj 2008 avslöjades att Brandy skrivit på för Epic Records och planerade att ge ut sin debut hos skivbolaget senare under året.
"När jag och Brandy träffas försöker vi skapa något nytt och vara kreativa. Det finns en viss kemi och det hörs när musiken spelar. Jag tror att det var perfekt timing med tanke på var hon är i sitt liv och hur självsäker hon är som kvinna. Nu kan hon verkligen tala ut om det som hände. I början av en karriär har man inte gått igenom lika mycket och nu har hennes musik en djup." 
Brandy och Jerkins betraktade projektet klart i september 2008 varpå Epic Records meddelade att CD:n skulle släppas 11 november i USA. Planerna blev försenade efter ett samtal med Timbaland som meddelade att han också ville producera låtar tillsammans med Brandy. Detta gjorde att utgivningen av Human blev försenad en månad. Timbaland och Brandy skapade flera låtar, däribland "Drum Life", "Who's the Loser Now" och "Home". Låtarna inkluderades dessvärre aldrig på skivan då duon aldrig hann färdigställa kompositionerna. Brandy jobbade även med producenter som Midi Mafia, RedOne, Toby Gad, The Clutch, Rico Love, Elvis "BlacElvis" Williams, Rob Knox, The Underdogs och låtskrivare som Chasity Nwagbara Atozzio "T-Wiz "Townes,, Atozzio Townes, Kara DioGuardi och Greg Curtis. Planerade samarbeten med Kerry "Krucial" Brothers, Missy Elliott, Yung Berg, Tonex och Taio Cruz uteblev på grund av tidsbrist.

## Musik och låttext
Brandy inleder Human med "Human intro", en beskrivning av mänsklighet. Skivan fortsätter sedan med Darkchild-producerade "The Definition", en av få upptempo-låtar på skivan. Demoversionen, som skrevs och framfördes av Crystal Johnson, läckte ut på internet fyra månader innan albumets officiella utgivningsdatum. I låten sjunger Brandy: "I've made the greatest discovery of mankind/The existence of love/And I found it in you, so rare but so true/The definition of love is you". Stycket mottog blandad kritik av recensenter. Tidskriften The Boston Globe ansåg att den var skivans "viktigaste". I samband med utgivningen av Human tog sig "The Definition" in på Billboards Bubbling Under R&B/Hip-Hop Singles, en lista bestående av låtar under topp-hundra på Hot R&B/Hip-Hop Songs. "Warm It Up (With Love)" är en annan Darkchild-produktion och den utgörs till största del av en pianosampling. Låten möttes av positiva recensioner och den var en av de första som Brandy jobbade på med Jerkins efter deras återförening. Låten blev högt värderad av AllMusic och Slant Magazine. Newsday-skribenten Glenn Gamboa beskrev den som en av albumets ledmotiv. Huvudsingeln "Right Here (Departed)", var den första som Brandy arbetade på tillsammans med Jerkins efter deras återförening. Den skrevs av The Writing Camp. Låten handlar om att alltid ha någon som finns där för en och blev Brandys största kommersiella singel sedan "Talk About Our Love" (2004). I refrängen framför Brandy verserna: "When your tears have dried from cryin'/And the world has turned to silent/When the clouds have all departed/You'll be right here with me". Fjärde spåret, "Piano Man", spelades in som ett ode till den kreativa relationen mellan en sångare och dennes musikkompositör.. Låten var en favorit hos artistens fans och vid en tidpunkt tänkt att ges ut som den tredje singeln från skivan.
Albumets andra singel, balladen "Long Distance", beskriver framförarens svårigheter i ett långdistansförhållande och bemöttes med positiv kritik. New York Times beskrev den som en "hymnlik singel som smått efterliknar Janet Jacksons 'Again'." Låten blev den andra listettan på USA:s danslista från Human. På Billboard Hot 100 och Hot R&B/Hip-Hop Songs presterade den avsevärt sämre än förväntat och misslyckades att väcka något större intresse hos radiostationer och konsumenter. "Camouflage", en av två låtar på skivan som skapades av Claude Kelly, väckte positiv uppmärksamhet hos media och beskrevs av Newsday som en "värdig kusin till Beyonces 'Irreplaceable'" men Brandys version höjde självkänslan mera. "Torn Down", ett samarbete mellan producenterna Midi Mafia och Dapo Torimiro, var den enda från CD:n förutom singlarna som framfördes under Brandys marknadsföringsturné, Human World Tour. Den innehåller element av Countrymusik och kritiker tyckte att spåret var en "fräsh mix mellan syntar, gitarrer och handklappningar." Albumets titelspår hjälpte till att skrivas av Brandy själv och handlar om förlåtande, kärlek till medmänniskor och att "alla gör misstag". Adult contemporary-spåret beskrevs av Newsday som en "mjuk R&B-hymn". "Shattered Heart" ett spår i downbeat som inkorporerar element från mellanöstern och ändrar tempo efter tre minuter. Den beskrevs som den enda Timbaland-liknande låten på skivan.
Tolfte spåret, balladen "True", beskrevs av kritiker som ett av de starkare spåren på skivan. Låten producerades av den svenska kompositören RedOne. I samband med utgivningen av Human lyckades "True" att ta sig in på Billboard Bubbling Under R&B/Hip-Hop Singles och klättra till plats 18 på den listan. "A Capella (Something's Missing)" skapades av Soundz och är en a cappella-låt där Brandy skapar en "flerstämmig cybermelodi" med flera lager av sin egen röst. Med hjälp av hummande skapar sångaren basgången och bakgrundsmusiken. Den handklapps-drivna upptemposkapelsen "1st & Love" planerades vid en tidpunkt att ges ut som den tredje singeln från Human. "Fall", den sista låten på skivan, skrevs tillsammans med den brittiska popsångaren Natasha Bedingfield. På deluxe utgåvan av Human inkluderades två ytterligare spår; "Gonna Find My Love" och "Locket (Locked In Love)". Den förstnämnda låten skrevs av Brandy och komponerades av Toby Gadd och innehåller rapverser framförda av artisten. Den bemöttes med positiv kritik från media och utsågs till en av höjdpunkterna på skivan. "Locket (Locked In Love)" är en midtempo-komposition där framföraren sjunger om en obesvarad kärlek. Låten innehåller verserna: "I here the rain drops/Fall on my rag top/And come down the windshield of my car/Parked on the same lane/We came a get away/And trade our kisses after dark". Elliot Robinson från webbplatsen So So Gay beskrev stycket som "melodiöst" och "berusande".

## Utgivning och marknadsföring
Brandy avslöjade albumtiteln och namn på flera spår i ett pressmeddelande den 15 augusti 2008. Albumet namngavs efter titelspåret som Brandy hjälpte till att skriva. "Den heter Human, för det är det vi är i slutet av dagen. Vi är alla bara människor. Albumet talar för sig självt.", kommenterade hon i en intervju. Hon fortsatte: Titeln reflekterar 'Brandy', som kvinna, artist och musiker. Skivan handlar om vad det betyder att vara människa. Stark men ändå sårbar, öppen och stolt. Kärleken till livet och kontakten med sitt inre." Under en marknadsföringskampanj stannade Brandy till vid BETs 106 & Park där hon framförde en mini-konsert. Hon sjöng albumets två singlar samt "What About Us?" (2002), "Full Moon" (2002) och "Almost Doesn't Count" (1999). Vid utgivningen av skivan uppträdde hon med "Right Here (Departed)" på Good Morning America. I december sågs artisten i flera andra amerikanska TV-program, däribland The Tyra Banks Show och CW11s Morning Show. Hon var Novembers omslagsbild och huvudartikel i Jet Magazine.
Human gavs först ut i Frankrike via Epic Records den 5 december 2008, genom ett samarbete med Sony Music och RCA Records. Den gavs ut i Australien och Storbritannien den 8 december, och följande dag i Nordamerika där albumet distribuerades av Koch Records. Deluxe-utgåvan släpptes samtidigt via digitala internetbutiker. Utgåvan innehöll fem bonusspår; "Gonna Find My Love" och "Locket (Locked In Love)" samt remixversioner av "Right Here (Departed)" och "Long Distance", den förstnämnda innehöll produktion av den brittiska DJ:n Moto Blanco och jamaicanska rapparen Sean Kingston. Utgivningsdatumet i andra länder dröjde till februari 2009. I Japan gav Sony Music Japan ut deluxeversionen tillsammans med en bonusdvd som innehöll musikvideorna till albumets singlar.

### Human World Tour
Huvudartikel: Human World Tour
Efter en liten marknadsföringsturné under hösten 2008, där sångaren uppträdde på olika festivaler, startade hon en småskalig internationell turné, Human World Tour, i februari 2009. Brandy framförde låtar från Human och hits från de tidigare albumen Brandy (1994), Never Say Never (1998), Full Moon (2002) och Afrodisiac (2004). Turnén hämtade inspiration från Brandy: Just Human en konsert som sändes på kanalen BET den 5 december 2008. Turnén började i Athens, Ohio i februari 2009 och slutade i juni samma år. Vissa konserter var en del av årliga events så som Milwaukee Pridefest och San Jose Pride. Brandy besökte också Frankrike, Sverige, Danmark, England och Tyskland. Artister som Colby O'Donis, Ray J, Bell X1 och Samsaya var förband.

#### Låtlista
1. "Afrodisiac"
2. "Who Is She 2 U"
3. "Talk About Our Love"
4. "What About Us?"
5. "Full Moon"
6. "Almost Doesn't Count"
7. Medley:
  1. "Top of the World"
  2. "Best Friend"
  3. "I Wanna Be Down"
  4. "Baby"
  5. "The Boy Is Mine"
8. "Torn Down"
9. "Long Distance"
10. "Have You Ever?"
11. "Right Here (Departed)"

1. "Full Moon"
2. "Long Distance"
3. "Almost Doesn't Count"
4. "Right Here (Departed)"
5. "Torn Down"
6. "Afrodisiac"
7. "Top of the World"
8. "Best Friend"
9. "I Wanna Be Down"
10. "Baby"
11. "The Boy Is Mine"

## Singlar
"Right Here (Departed)" gavs ut som skivans huvudsingel den 9 september 2008. Den blev aldrig någon större framgång i USA utan nådde som högst plats 34 på Billboard Hot 100. Internationellt blev singeln Brandys högsta list-notering på flera år. "Right Here" nådde topp tio på Frankrikes singellista Syndicat National de l'Édition Phonographique och topp-tjugo på Japanska Japan Hot 100. Låten blev också Brandys första att ta sig till toppen på Billboards danslista Hot Dance Club Songs. Musikvideon regisserades av Little X och filmades i augusti 2008 i Los Angeles, Kalifornien. Den nådde förstaplatsen på BET:s videotopplista 106 & Park och noterades på plats 69 på BET: Notarized Top 100 videos of 2008.
Den andra och sista singeln blev "Long Distance" som enbart gavs ut i USA den 11 november 2008. Låten tog sig som högst till plats 38 på Billboards R&B-lista Hot R&B/Hip-Hop Songs och misslyckades att ta sig in på Billboard Hot 100. Den blev, trots det, Brandys andra förstaplatsnotering på danslistan i rad. Vid TV-premiären noterades den Chris Robinson-regisserade musikvideon på plats nio på 106 & Park. Den nådde förstaplatsen på listan i januari 2009. Brandy valde mellan albumspåren "Piano Man" och "1st & Love" som skivans tredje singel men dessa planer ställdes slutligen in på grund av låga försäljningssiffror av Human.

## Mottagande
Human blev det första av Brandys album som inte nominerades till en Grammy Award i någon kategori. Skivan mottog mestadels blandad kritik från media med en medelpoäng på 69 av 100 från betygssättare enligt Metacritics. Sarah Rodman vid The Boston Globe prisade skivan som hon tyckte var "riktigt rik och varierad - den är bättre än "Väl Godkänd". Den är ljus och lättlyssnad vilket visar Brandys motståndskraft, ödmjukhet, glädje och vibration." Hon lyfte särskilt fram de Darkchild-producerade låtarna på skivan: "Jerkins lyckas att få fram Brandys bästa sångegenskap, hennes raspiga stämma." Skribenten Alex Macpherson vid The Guardian skrev: "Ett omtänksamt och intimt arbete där Norwood rörande sjunger om rädsla och sårbarhet". Han gav Human fyra och en halv stjärna av fem möjliga. Skivan fick dock mindre positiv kritik från Andy Kellman vid AllMusic som skrev att albumet var sångarens "minst njutbara album i hennes katalog". Kellman noterade dock att Human var ett "väldigt seriöst försök". Han gav Human tre och en halv stjärna av fem möjliga. Billboard Magazine förklarade: "Medan Human saknar den mer sexiga Brandy som vi känner och älskar i 'Talk About Our Love' och 'What About Us?' kan vi fortfarande uppskatta Brandys strävan i att sätta en minnesvärd och personlig markering i musikindustrin."
Jon Dolan, skribent för Blender Magazine, gav CD:n tre av fem stjärnor och kommenterade Brandys återförening med Rodney: "Nu har hon återgått till den lillflickaktiga hip-hop eden, fyra låtar skrevs av Jerkins, författare till de bästa 90-talshitsen. Fladdrande spår om långdistansförälskelser och tidsupplösande långsamma danser är balanserade med djupa vuxenkänslor." Jon Pareles från The New York Times ansåg att känslorna i låtarna, vare sig det rörde sig om självbekräftelse eller hjärtekross, inte var helt genuina: "låttitlar som 'Shattered Heart' och 'Torn Down' visar hur mycket Brandy försöker vara seriös, hon tar på sig en vuxenvärld där 'lyckliga i alla sina dar' är uteslutet. I slutänden ger hon i alla fall intrycket av att vara en nybörjare, en personlighet som fortfarande formas och ivrigt eftersträvar sina förebilder." I sin recension för Entertainment Weekly, noterade Henry Goldblatt att "mörkheten i Brandys röst som kunde höras i tidigare arbeten är utbytt mot ljusa, högre toner. Resultatet är toner som fortfarande är trevliga att lyssna på men mindre ambitiösa än på hennes förra försök Afrodisiac." Recensenten från The Los Angeles Times, Mikael Wood, gav CD:n endast en och en halv stjärna av fyra möjliga.

## Kommersiell prestation
Veckan efter utgivning debuterade Human på femteplatsen på Billboards Top R&B/Hip-Hop Albums och på plats 15 på Billboard 200. Försäljningen under veckan- 73.000 exemplar- var medelmåttig och nästan hälften så lite som föregångaren, Afrodisiac. Då skivan inte klättrade högre på listorna veckorna efter blev det Brandys näst lägsta toppnotering efter hennes självbetitlade debut som nådde plats 20 fjorton år tidigare. Skivan klättrade till en sjätte plats på Billboard Top Digital Albums. Sammanlagt såldes 214.000 exemplar av Human i USA. Trots att första singeln, "Right Here (Departed)", blev Brandys största framgång i Europa och övriga delar av världen på flera år, underpresterade Human i dessa områden och misslyckades att ta sig in på de flesta ländernas albumlistor. Skivan blev en topp-fyrtio notering i Belgien och tog sig till topp-200 i Frankrike.
Kort efter utgivningen av skivan avslutades dess marknadsföring och Brandy började arbeta på ett andra album med Epic Records. Bland de första att jobba med Brandy var Tricky Stewart, The-Dream, Stargate, Ne-Yo och Brian Kennedy. Om skivans kommersiella prestation i en intervju med tidskriften Blues & Soul sa Brandy att hon var "ganska besviken" och fortsatte: "Men samtidigt är jag också nöjd att Sony gett mig en ny chans och ett nytt projekt som de står bakom. Såhär efteråt känner jag att förra skivan var lite politisk. Så många förändringar har gjorts sedan Human - och förhoppningsvis är det förändringar till det bättre. Allt det djupa har lyfts bort från mina axlar och jag är åter redo att göra rolig musik".
Under mitten av 2009 avslutade Epic Records sitt kontrakt med Brandy efter ett möte med skivbolags VD:n Amanda Ghost, vilket gjorde Human det enda albumet utgivet hos skivbolaget. En artikel i Los Angeles Times avslöjade Brandys missnöje med albumets prestation föregående år: "Min tro i projektet saknades. Den saknade min vision. Allt hänger på det, om du inte tror på något kommer det inte heller att gå vägen". Hon fortsatte: "Så tycker jag att Human var lika kreativt som Never Say Never och Full Moon? Nej, det gör jag inte. Man vill såklart ge ut något liknande. Efteråt kände jag att jag kunde ha haft så mycket bättre låtar och bättre grund att stå på." I en intervju med Out Magazine år 2010 uttryckte sångaren sig hårdare: "Åt helvete med den skivan! Jag känner att jag hade kunnat utforska min kreativitet. Jag behövde ha alla andra på samma bana. Det skulle ha blivit ett helt annat album, men med samma inspirerande budskap. Det skulle ha varit heta musik och en hetare look". Brandy beskyllde sig själv för skivans kommersiella prestation och avfärdade albumet som hon tyckte var "för poppigt". Första säsongen av artistens realityserie Brandy and Ray J: A Family Business, fortsatte att avslöja att albumets underpresterande resulterade i en dispyt med Rodney "Darkchild" Jerkins. Brandy tyckte att hans engagemang i projektet saknades och att han inte var lika "kreativ och tillmötesgående" som på tidigare album. När Human gavs ut tog Rodney Jerkins avstånd från skivan, då han var missnöjd över att Brandy inkluderat låtar av andra producenter på skivan.

## Låtlista
| 1.  | "Human Intro"                     |                                                                           |                                        | 0:19 |
| 2.  | "The Definition"                  | Rodney Jerkins, Crystal Johnson                                           | Rodney "Darkchild" Jerkins             | 3:43 |
| 3.  | "Warm It Up (With Love)"          | Rodney Jerkins, Marvin "Tony" Hemmings, Jordan Omley                      | Rodney "Darkchild" Jerkins             | 4:03 |
| 4.  | "Right Here (Departed)"           | Rodney Jerkins, E. Kidd Bogart, David Quiñones, Erika Nuri, Victoria Horn | Rodney "Darkchild" Jerkins             | 3:38 |
| 5.  | "Piano Man"                       | Rodney Jerkins, Marvin "Tony" Hemmings, Jordan Omley                      | Rodney "Darkchild" Jerkins             | 3:59 |
| 6.  | "Long Distance Interlude"         | Brandy Norwood                                                            | Rodney "Darkchild" Jerkins             | 0:59 |
| 7.  | "Long Distance"                   | Bruno Mars, Philip Lawrence, Rodney Jerkins, Jeff Bhasker                 | Bruno Mars, Rodney "Darkchild" Jerkins | 3:51 |
| 8.  | "Camouflage"                      | Rodney Jerkins, Claude Kelly                                              | Rodney "Darkchild" Jerkins, D'Mile     | 4:04 |
| 9.  | "Torn Down"                       | Kevin Risto, Waynne Nugent, Dapo Torimiro, James Fauntleroy               | Midi Mafia, Dapo Torimiro              | 3:53 |
| 10. | "Human"                           | Brandy Norwood, Toby Gad, Lindy Robbins, Jenny-Bea Englishman             | Toby Gad                               | 3:53 |
| 11. | "Shattered Heart"                 | Rodney Jerkins, Crystal Johnson, LaShawn Daniels                          | Rodney "Darkchild" Jerkins             | 3:53 |
| 12. | "True"                            | Nadir Khayat, Claude Kelly                                                | RedOne                                 | 3:47 |
| 13. | "A Capella (Something's Missing)" | Kenneth Charles Coby, Chad C. Roper, LeChe D. Martin, Tiyon Mack          | Soundz                                 | 3:34 |
| 14. | "1st & Love"                      | Chauncey Hollis, Rich King, Christopher Breaux, Jesse Woodard             | Hit-Boy, Chase N. Cashe                | 3:20 |
| 15. | "Fall"                            | Brian Seals, Brandy Norwood, Natasha Bedingfield, LaShawn Daniels         | Brian Kennedy                          | 4:21 |

| 16. | "Gonna Find My Love"                                                      | Norwood, Toby Gad, Robbins                                             | Toby Gad                   | 3:27  |
| 17. | "Locket (Locked in Love)"                                                 | Breaux, Rich King, Seals                                               | Brian Kennedy              | 3:46  |
| 18. | "Right Here (Departed) (Remix)" (featuring Sean Kingston)                 | Rodney Jerkins, Evan Bogart, David Quiñones, Erika Nuri, Victoria Horn | Rodney "Darkchild" Jerkins | 3:43  |
| 19. | "Right Here (Departed)" (Moto Blanco Radio Edit) (Moto Blanco Radio Edit) | Rodney Jerkins, Evan Bogart, David Quiñones, Erika Nuri, Victoria Horn | Moto Blanco                | 3:32  |
| 20. | "Right Here (Departed)" (Seamus Haji & Paul Emanuel Club Mix)             | Rodney Jerkins, Evan Bogart, David Quiñones, Erika Nuri, Victoria Horn | Seamus Haji, Paul Emanuel  | 10:53 |

| 16. | "Gonna Find My Love" | Brandy Norwood, Toby Gad, Robbins | Toby Gad | 3:27 |

| 16. | "Gonna Find My Love"                                          | Brandy Norwood, Toby Gad, Robbins                                      | Toby Gad                  | 3:27  |
| 17. | "Locket (Locked in Love)"                                     | Breaux, King, Seals                                                    | Brian Kennedy             | 3:46  |
| 18. | "Right Here (Departed)" (Mad Decent Right Mad Mix)            | Rodney Jerkins, Evan Bogart, David Quiñones, Erika Nuri, Victoria Horn |                           | 4:34  |
| 19. | "Long Distance (a cappella)"                                  | Mars, Lawrence, Jerkins, Bhasker                                       |                           | 3:48  |
| 20. | "Right Here (Departed)" (Seamus Haji & Paul Emanuel Club Mix) | Rodney Jerkins, Evan Bogart, David Quiñones, Erika Nuri, Victoria Horn | Seamus Haji, Paul Emanuel | 10:53 |
| 21. | "Right Here (Departed)" (music video)                         | Jerkins, Bogart, Quiñones, Nuri, Horn                                  | Seamus Haji, Paul Emanuel | 3:43  |

| 16. | "Long Distance" (Mad Decent Right Mad Remix)     | Mars, Lawrence, Jerkins, Bhasker                                       |             | 4:56 |
| 17. | "Right Here (Departed)" (Moto Blanco Radio Edit) | Rodney Jerkins, Evan Bogart, David Quiñones, Erika Nuri, Victoria Horn | Moto Blanco | 3:32 |

## Medverkande
Information hämtad från Barnes & Noble
Framföranden
- Jim Sitterly — violin
- Daniel Groover — gitarr
- Toby Gad — gitarr, bas
- Brandy Norwood — huvudsång, bakgrundssång
- Jens Gad — trummor
- Alice Lord — viol
- Martin Bylund — violin
- Adam Messinger — piano, klaverinstrument
- RedOne — bakgrundssång, piano
- Tania Maxwell Clements — bakgrundssång
- Rodney Jerkins — bakgrundssång
- Kee — bakgrundssång
- Dapo Torimiro — gitarr, klaverinstrument, programmering

Tekniskt
- Brandy Norwood — chefsproducent, sångproducent, arrangör
- Rodney Jerkins — chefsproducent, arrangör
- Brian Gardner — ljudmixning
- Mike Donaldson — ljudtekniker
- Paul Foley — ljudtekniker
- LaShawn Daniels — sångproducent
- Red One — programmering, producent, arrangör, instrumentering, redigering
- Dapo Torimiro — producent
- Bruce Waynne — producent
- Fusako Chubachi — art director
- John D. Norten — ljudtekniker
- Andy Gwynn — ljudtekniker
- Rich King — sångproducent, arrangör
- Toby Gad — arrangör, programmering, producent, sångproducent, inspelning
- James Fauntleroy — sångproducent
- Greg Ogan — ljudtekniker, sångproducent
- Claude Kelly — sångarrangemang
- Mattias Bylund — strängarrangemang
- Soundz — producent
- Brian Kennedy — producent
- Brandon Creed — chefsproducent
- Hit-Boy — producent
- Jordan Omley — sångproducent
- Chase N. Cashe — producent
- Bruno Mars — producent
- Chris Plata — producent

## Topplistor

### Veckovisa topplistor
| Topplista (2008)                       | Högsta listplacering |
| -------------------------------------- | -------------------- |
| Frankrike (SNEP)                       | 129                  |
| USA Billboard 200                      | 15                   |
| USA Top R&B/Hip-Hop Albums (Billboard) | 5                    |
| Topplista (2009)                       | Högsta listplacering |
| Belgien (Ultratop Vallonien)           | 50                   |
| Belgien (Ultratop Flandern)            | 81                   |
| Japan (Oricon)                         | 37                   |

### Årliga topplistor
| Topplista (2008)                       | Högsta listplacering |
| -------------------------------------- | -------------------- |
| USA Billboard 200                      | 173                  |
| USA Top R&B/Hip-Hop Albums (Billboard) | 40                   |

## Utgivningshistorik
| Region                          | Datum            | Skivbolag              |
| ------------------------------- | ---------------- | ---------------------- |
| Frankrike                       | 5 december 2008  | Epic                   |
| Australien                      | 8 december 2008  | Epic                   |
| Storbritannien                  | 8 december 2008  | Epic                   |
| Kanada                          | 9 december 2008  | Epic, Knockout, Koch   |
| USA                             | 9 december 2008  | Epic, Knockout, Koch   |
| Japan                           | 18 februari 2009 | Epic, Sony Music Japan |
| Belgien                         | 23 februari 2009 | Epic, Sony Music       |
| Japan (begränsad CD/DVD utgåva) | 22 mars 2009     | Epic, Sony Music Japan |
| Tyskland                        | 27 mars 2009     | Sony Music             |
| Österrike                       | 27 mars 2009     | Sony Music             |
| Schweiz                         | 27 mars 2009     | Sony Music             |